# Koike Yuriko
Koike Yuriko (小池 百合子 (Tiểu-Trì Bách-Hợp-Tử)  sinh 15 tháng 7 năm 1952) là một chính trị gia người Nhật và là thành viên của Quốc hội Nhật Bản từ 1993 tới 2016 (khi bà từ chức để ra tranh cử Thống đốc Tokyo). Bà trước đó là Bộ trưởng Bộ Quốc phòng Nhật Bản trong nội các của thủ tướng Abe Shinzō, nhưng từ chức vào tháng 8 năm 2007 chỉ sau khi nhậm chức có 54 ngày. Ngày 31 tháng 7 năm 2016, Koike được bầu làm Thống đốc Tokyo, nữ Thống đốc đầu tiên của tỉnh thủ đô này.

## Tiểu sử

### Học vấn và nghề nghiệp
Koike Yuriko theo học trường nữ, bắt đầu vào đại học năm 1971. Năm 1972 bà theo học đại học Hoa Kỳ ở Cairo và lấy bằng cử nhân Xã hội học tại đại học Cairo 1976. Sau đó bà làm việc chủ yếu là thông dịch, ký giả và chuyên gia về tiếng và văn hóa Ả Rập. Dần dần bà nắm các chức vụ chính trị tình nguyện.

### Sự nghiệp chính trị
Năm 1992, bà vào được Tham nghị viện nhờ danh sách bầu cử của Tân Đảng Nhật Bản. Năm sau bà chuyển sang Hạ viện, được bầu trực tiếp làm đại biểu cho khu vực bầu cử 2 của tỉnh Hyōgo. Koike sau đó đổi sang Đảng Tân Cấp tiến, nsau khi đảng này giải tán bà nhập vào Đảng Tự do của Ozawa Ichirō và cuối cùng sang Đảng Bảo thủ (Nhật Bản), trước khi bà 2002 gia nhập vào LDP.
Trong cuộc bầu cử 2005, như là một người theo Koizumi Junichiro, trung thành và đồng tình với việc tư hữu hóa Bưu điện, bà được bầu làm đại biểu khu vực bầu cử 10 của Tōkyō. Trong cuộc bầu cử 2009 bà mất ghế, sau khi bị nhà Dân chủ nữ Ebata Takako đánh bại.